# 小瀬川
小瀬川（おぜがわ）は、広島県と山口県の県境付近を流れる一級河川の本流。

## 多様な呼称

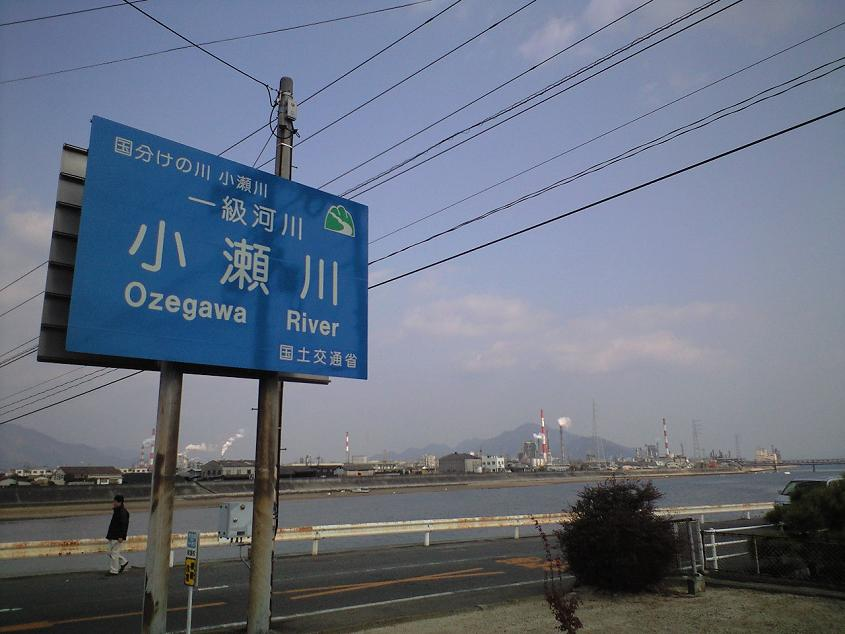
小瀬川 2007年12月2日撮影

小瀬川は古代から安芸国（広島県）と周防国（山口県）の境になっており、広島県側では「木野川」、山口県側では「小瀬川」という呼称で知られていた。河口の大竹市では、「一つの川に二つの名前が存在した例は、全国でも珍しい」としている。

### 小瀬川・木野川
この川は旧安芸国（広島県）と周防国（山口県）の国境になっていて、河川法上の公称は「小瀬川」であるが、広島県側では「木野川」（このがわ）、山口県側では「小瀬川」（おぜがわ）と呼ばれてきた。
山陽道（西国街道）がこの川を渡る地点では、広島側の木野村（大竹市木野）と山口側の小瀬村（山口県岩国市小瀬）との間に芸防の渡し船が通じていた。これを安芸国・広島藩側では「木野川渡し」、周防国・長州藩（岩国藩）側では「小瀬川の渡し」と呼んでいた。
安政6年（1859年）の安政の大獄で江戸へ護送されることになった吉田松陰は、そこで一句残している。
1893年（明治26年）『地学雑誌』第5巻第3号（東京地学協会刊）には、「小瀬川は其上流を木野川と云う」とある。
1968年（昭和43年）、（現）河川法制定に伴い一級河川指定（国の管理）の際に「小瀬川」に定められた。「大竹市歴史研究会」によれば、このときおそらく「川の名称は河口に向かって右岸の地名を当てるという、国の行政上の原則」に従って「小瀬川」の名称が採用されたという。かつて国が木野地区内に「一級河川小瀬川」の看板設置を試みたが、木野地区住民が「木野川なら土地を提供する」と拒否したとの逸話があるという。
1982年（昭和57年）に中国新聞社が刊行した『広島県大百科事典』では、広島県内でも「小瀬川」の呼称が定着し、「木野川」「あまり使われなくなった」としている。

### 国境の川
後述のように、この川は古代から安芸国と周防国の国境とされており、天平6年（734年）にも国境と定められたという記録がある。これは、当時の洪水で河道が移動してしまったために、このとき改めて国境を定め直したのだろう、と推測されている。
慶長5年（1600年）の関ヶ原の戦いの結果、安芸・周防を含む中国地方を支配していた毛利氏の所領が分割され、川は安芸国広島藩（福島氏）と周防国長州藩（毛利氏）の領地境となり、「国分けの川」となった。川はしばしば氾濫によって河道を変え、慶長16年（1611年）以降、両藩の間で境界をめぐる紛争が頻発した。
文政2年から3年頃（1819年-1820年）の調査を基に編纂された「国郡志下調郡辻書出帳」では、「大川」（おお-）や「御境川」（おさかい-）との呼称を記録している。
- 詳細は#国分け参照

### おおたき・おおたけ
古代には「大竹川」と呼ばれていた。
延暦16年（797年）成立の『続日本紀』には、天平6年（734年）9月16日の条に、「大竹河」をもって安芸国（広島県西部）と周防国（山口県東部）の国境とした、とある。
慶長年間（1596年-1615年）の『厳国沿革志』は、河口部の川筋が現代とは異なって山裾を流れていたことを示唆しており、現代は小瀬川によって隔てられている広島県大竹市と山口県玖珂郡和木町が、かつては地続きだったことが記されている。広島県側の大竹村は、鎌倉時代の建治3年（1277）年の「佐伯助広処分状」には「おうたき」と記されている。「大滝」と書かれることもあった。一方、山口県側の和木は、天正16年（1588年）の検地帳には「周防大たけ」「周防大滝」と記され、享保年間（1716年-1736年）の史料「享保増補村記」にも「旧名大滝村」とある。
室町時代初期の応安4年（1371年）、今川貞世が九州探題として下向する途上、当地を通った。貞世の複数の紀行文に、この川が安芸国・周防国の国境の川として言及され、「大谷」「おほたき川」などと記している。

## 流域
鬼ヶ城山（標高1,031m）や羅漢山（1,109m）などが連山する広島県廿日市市飯山に源を発し、広島・山口県境を南流する。弥栄ダムで東流に転進し、広島湾（瀬戸内海）に注ぐ。
流域面積340km2、幹川流路延長59km。本流小瀬川と一次支流玖島川とが形成するY字型の幹に樹枝状の支流がつく流域形態になる。以下、本流および主要な支流にある市町村を上流側から列挙する。
| 河川名 | 河川名   | 河川名   | 河川名     | よみ                  | 河川 コード※ | 延長     | 流域面積 | 備考     | 出典          | 流域内の市町村                                                 |
| 小瀬川水系の河川コードは「87-0708」。主流である小瀬川は「87-0708-0001」となる。本表では「87-0708」は割愛した。 |          |          |            |                       |              |          |          |          |               |                                                                |
| 小瀬川 | 小瀬川   | 小瀬川   | 小瀬川     | おぜがわ              | 0001         | 59.000km | 340.0km2 |          | [ 19 ]        | 広島県廿日市市、山口県岩国市、広島県大竹市、山口県玖珂郡和木町 |
| | 中道川   | 中道川   | 中道川     |                       |              |          |          |          | [ 18 ]        | 廿日市市                                                       |
| | 七瀬川   | 七瀬川   | 七瀬川     | ななせがわ            | 0025         | 6.500km  | 33.0km2  |          | [ 20 ] [ 19 ] | 廿日市市                                                       |
| |          | 大虫川   | 大虫川     | おおむしがわ          | 0026         | 6.300km  | 10.8km2  |          | [ 21 ] [ 19 ] | 廿日市市                                                       |
| | 林川     | 林川     | 林川       | はやしがわ            | 0022         | 1.500km  | 12.0km2  |          | [ 22 ] [ 19 ] | 廿日市市                                                       |
| |          | 百合野川 | 百合野川   | ゆりのがわ            | 0023         | 1.650km  |          | 準用河川 | [ 23 ] [ 19 ] | 廿日市市                                                       |
| |          | 小原川   | 小原川     | おはらがわ            | 0024         | 0.110km  | 6.2km2   |          | [ 24 ] [ 19 ] | 廿日市市                                                       |
| | 市野川   | 市野川   | 市野川     | いちのがわ            | 0021         | 2.600km  | 9.7km2   |          | [ 25 ] [ 19 ] | 廿日市市・岩国市                                               |
| | 玖島川   | 玖島川   | 玖島川     | くじまがわ            | 0018         | 24.700km | 111.2km2 |          | [ 26 ] [ 19 ] | 大竹市・廿日市市                                               |
| |          | 中山川   | 中山川     | なかやまがわ          | 0019         | 2.500km  | 3.8km2   |          | [ 27 ] [ 19 ] | 廿日市市                                                       |
| |          | 氏森川   | 氏森川     | うじもりがわ          | 0020         | 0.800km  | 6.2km2   |          | [ 28 ] [ 19 ] | 廿日市市                                                       |
| | 前飯谷川 | 前飯谷川 | 前飯谷川   | まえいいだにがわ      | 0017         | 1.200km  | 5.5km2   |          | [ 29 ] [ 19 ] | 大竹市                                                         |
| | 長谷川   | 長谷川   | 長谷川     | ながたにがわ          | 0011         | 8.000km  |          |          | [ 30 ] [ 19 ] | 大竹市                                                         |
| |          | 日宛川   | 日宛川     | ひなたがわ            | 0016         | 0.720km  |          |          | [ 31 ] [ 19 ] | 岩国市                                                         |
| |          | 佐坂川   | 佐坂川     | さざかがわ ささかがわ | 0014         | 2.120km  |          |          | [ 32 ] [ 19 ] | 岩国市                                                         |
| |          |          | 瀬戸ノ内川 | せとのうちがわ        | 0015         | 0.645km  |          |          | [ 33 ] [ 19 ] | 岩国市                                                         |
| |          | 岸根川   | 岸根川     | がんねがわ            | 0013         | 1.370km  |          |          | [ 34 ] [ 19 ] | 岩国市                                                         |
| |          | 百合谷川 | 百合谷川   | ゆりたにがわ          | 0012         | 1.150km  |          |          | [ 35 ] [ 19 ] | 岩国市                                                         |
| | 笹ヶ谷川 | 笹ヶ谷川 | 笹ヶ谷川   | ささがたにがわ        | 0010         | 2.050km  |          |          | [ 36 ] [ 19 ] | 岩国市                                                         |
| | 谷川     | 谷川     | 谷川       | たにがわ              | 0009         | 3.100km  |          |          | [ 37 ] [ 19 ] | 岩国市                                                         |
| | 目洗川   | 目洗川   | 目洗川     | めあらいがわ          | 0008         |          |          | 準用河川 | [ 19 ]        | 和木町                                                         |
| | 関ヶ浜川 | 関ヶ浜川 | 関ヶ浜川   | せきがはまがわ        | 0006         | 2.200km  |          |          | [ 38 ] [ 19 ] | 和木町                                                         |
| |          | 萩原川   | 萩原川     | はぎはらがわ          | 0007         | 1.150km  |          | 準用河川 | [ 35 ] [ 19 ] | 和木町                                                         |
| | 瀬田川   | 瀬田川   | 瀬田川     | せたがわ              | 0002         | 3.340km  |          |          | [ 39 ] [ 19 ] | 和木町                                                         |
| |          | 西谷川   | 西谷川     | にしたにがわ          | 0005         | 0.350km  |          |          | [ 40 ] [ 19 ] | 和木町                                                         |
| |          | 坂根川   | 坂根川     | さかねがわ            | 0004         | 0.500km  |          |          | [ 41 ] [ 19 ] | 和木町                                                         |
| |          | 駒ヶ迫川 | 駒ヶ迫川   | こまがさこがわ        | 0003         | 0.450km  |          |          | [ 42 ] [ 19 ] | 和木町                                                         |

上流域
源流は鬼ヶ城山（標高1031メートル）付近、飯ノ山ダム（飯山貯水池）。
そこから南西流し、広島県廿日市市飯山で国道186号と合流すると道に沿って南流に転進する。廿日市市飯山で右岸側から中道川が合流、そこから南東に転流する。羅漢峡の中を進み、左岸廿日市市栗栖で大虫川が合流、合流後南に転流し、廿日市市浅原で西に転流する。そこから左岸廿日市市浅原で布野川が合流、左岸廿日市市浅原・右岸山口県岩国市美和町で川が県境となり、小瀬川ダム（真珠湖）に入る。
源流から小瀬川ダム、および一次支流玖島川（古称「峠川」）渡ノ瀬ダムより上流側にあたる。中国山地脊梁部（高位面）から佐伯山地（中位面）に流れ下る地点に位置する。源流付近は比較的緩やかに流れるが、そこから急となり山あい・渓谷の中を流れていく。
中流域
小瀬川ダムから国道186号に沿って南流、左岸広島県大竹市栗谷町に入る。そのまま南流し左岸大竹市栗谷町横尾で玖島川が合流し蛇喰磐に入り、さらに南流し弥栄峡に入る。南流後、弥栄ダム（弥栄湖）に入る。弥栄湖内で東に転流する。
小瀬川ダムおよび渡ノ瀬ダムから弥栄ダムまでにあたり、佐伯山地内（中位面）に位置する。河床勾配は部分的に上流より急となり、小瀬川と玖島川がほぼ平行に流れ2つが合流すると川水が河床を深く侵食したことで特異な景観が形成された。
下流域
穿入蛇行しながら東流、左岸大竹市防鹿・右岸岩国市小瀬で南西に大きく転流する。右岸側が山口県玖珂郡和木町関ヶ浜に入ると東に転流し、東流から河口となり広島湾に流れ込む。
弥栄ダムから下流にあたる。中位面から河口の平野（低位面）に流れ下る地点に位置する。河床勾配が緩やかになるとともに大きく蛇行していく。河川が形成した三角州としては小さく、江戸期以降の干拓・埋立により河口が伸びた。

## 自然

### 気候・水文
気候区分としては瀬戸内海式気候にあたる。ただこの地は南側豊後水道からの暖湿流による降雨と、北西側日本海からの季節風による降雪により、中国地方の中でも多雨域の一つに挙げられている。これに梅雨・台風による降雨が加わる。年間降水量は、上流域（廿日市津田気象観測所）で約1,900mm、下流域（大竹気象観測所）で約1,600mm。
水域類型は、河川は源流から下流前渕橋までがAA型、前渕橋から中市位堰までがA型、そこから河口までがB型に指定されており、河川については環境基準を満足している。湖沼は、小瀬川ダム貯水池が全域A類型・窒素リンⅡ類型、弥栄ダム貯水池が全域AA類型・窒素リンⅡ類型に当てはめており、双方ともCOD75%及び全窒素・全リンいずれも高く、環境基準値を達成できない年度が多い。

### 地形・地質
地質は弥栄峡でほぼ二分され、北側（上流側）が中生代白亜紀の広島花崗岩類、南側（下流側）が古生代から中生代ジュラ紀の粘板岩を主とする玖珂層群で構成されている。流域の約6割が花崗岩になる。河口部の平野は沖積層。
流域の地形は冠山山地（中国山地脊梁部）の高位面、佐伯山地（吉備高原面）の中位面、瀬戸内海沿岸の低位面の3段からなる。それぞれの面から流れ下る地点で渓谷が形成され穿入蛇行流路となっている。また地形的特徴として、元々小瀬川上・中流は錦川に流れ、小瀬川下流が河川争奪したことによって現在の流路を形成したことが挙げられる。
かつて小瀬川上・中流は現弥栄ダム西側の支流佐坂川の河谷を通って西流し、錦川水系渋前川の河谷に入り同水系小郷川の河谷から錦川に合流する流路であった。のち小瀬川の下流側から谷頭侵食が現弥栄ダム付近まで到達して小瀬川上・中流部を河川争奪した。更に谷頭侵食が進み、佐坂川の流れが東流となり、現在の小瀬川に流入する形となった。争奪面積は約300km2 。山口県岩国市美和町渋前がその名残となる風隙であり、谷中分水界が存在する。
小瀬川下流右岸岩国市小瀬から右岸和木町にかけて、東進していた流れが急に南西進となりしばらく進んで再び東進するが、この南西に進む流路は大竹断層（小方－小瀬断層/岩国-五日市断層帯）と一致する。なお、錦川本流・旧山陽道（西国街道）・山陽新幹線・山陽自動車道も部分的にこの断層に沿っている。
両国橋付近（右写真の左下付近）を境に、上流側がすべて山地河川、下流側が都市河川になる。河床材料は全域で概ね石・礫・砂が主体であり、経年変化で見ると変化は見受けられない。河床の縦横断経年変化でみると、1990年代以降安定している。流出土砂による河口部の閉鎖は発生していない。
小瀬川本流と支流玖島川が合流する地点にある蛇喰磐では甌穴が多数見られる。

### 動植物
全域でアユが確認されており、産卵場が点在する。ただし弥栄ダム・渡之瀬ダムには魚道がないため、それより上流にいるアユは陸封である。上流にはアマゴ（陸封サツキマス）も生息する。河口にはシロウオの産卵場があり、周辺ではシロウオ漁が行われている。なお一般的にはシロウオ呼称であるが、流域での方言では「シラウオ」と呼ばれる（シラウオ科シラウオとは別）。
流域の96%が山地に区分される。流域の植生はほぼ二次林。自然植生は標高800mから1,100m付近にイヌブナ林が、羅漢峡付近の急斜面でコウヤマキ林が見られる。下流の干潟にはまとまった植生は存在しない。
鳥類は、ヤマセミやカワセミなど。山間の渓流環境を好むカワガラスが下流域でも確認されている。河口の干潟をサギ類・シギ類・チドリ類などが餌場・休憩場して利用している。
河川水辺の国勢調査において確認された、種の保存法（希少野生動植物種）・文化財保護法、環境省・山口県・広島県の各レッドリストに登録されている特定種の数は以下の通り。
- 魚類：24種
- 鳥類：85種
- 哺乳類：9種
- 両生類：8種

- 爬虫類：4種
- 昆虫類：36種
- 底生動物：16種
- 植物：97種

うち希少野生動植物種としては、オオサンショウウオ、マルバノキが確認されている。上流ではツキノワグマやクマタカと豊かな山地を象徴する生物が確認されており、また「羅漢渓谷の渓谷植生」、二次支流七瀬川の「万古渓の渓谷植生」といった貴重な植生も存在する。
一方外来生物法で特定外来生物に指定されているオオキンケイギク・オオフサモ、弥栄ダムや中市堰でブルーギル・オオクチバスが確認されている。
かつて弥栄峡の上流側にある釜ケ渕でカワシンジュガイ（川真珠貝）が生息していた。当時は世界で最も南偏した生息地であり、1942年（昭和17年）に広島県の天然記念物に指定されていた。ただ1951年（昭和26年）のルース台風によって起こった土石流の堆積によって壊滅状態となり、のち小瀬川ダムや渡之瀬ダムの建設による流域の環境変化によって絶滅したとみられている。

### 景観と親水
自然公園等の指定状況では、三倉岳県立自然公園（広島）、万古渓県立自然環境保全地域（広島）、万古渓鳥獣保護区（広島）、大峯山鳥獣保護区（広島）、三倉岳鳥獣保護区（広島）、羅漢山鳥獣保護区（山口）、弥栄鳥獣保護区（山口）などに指定されている。

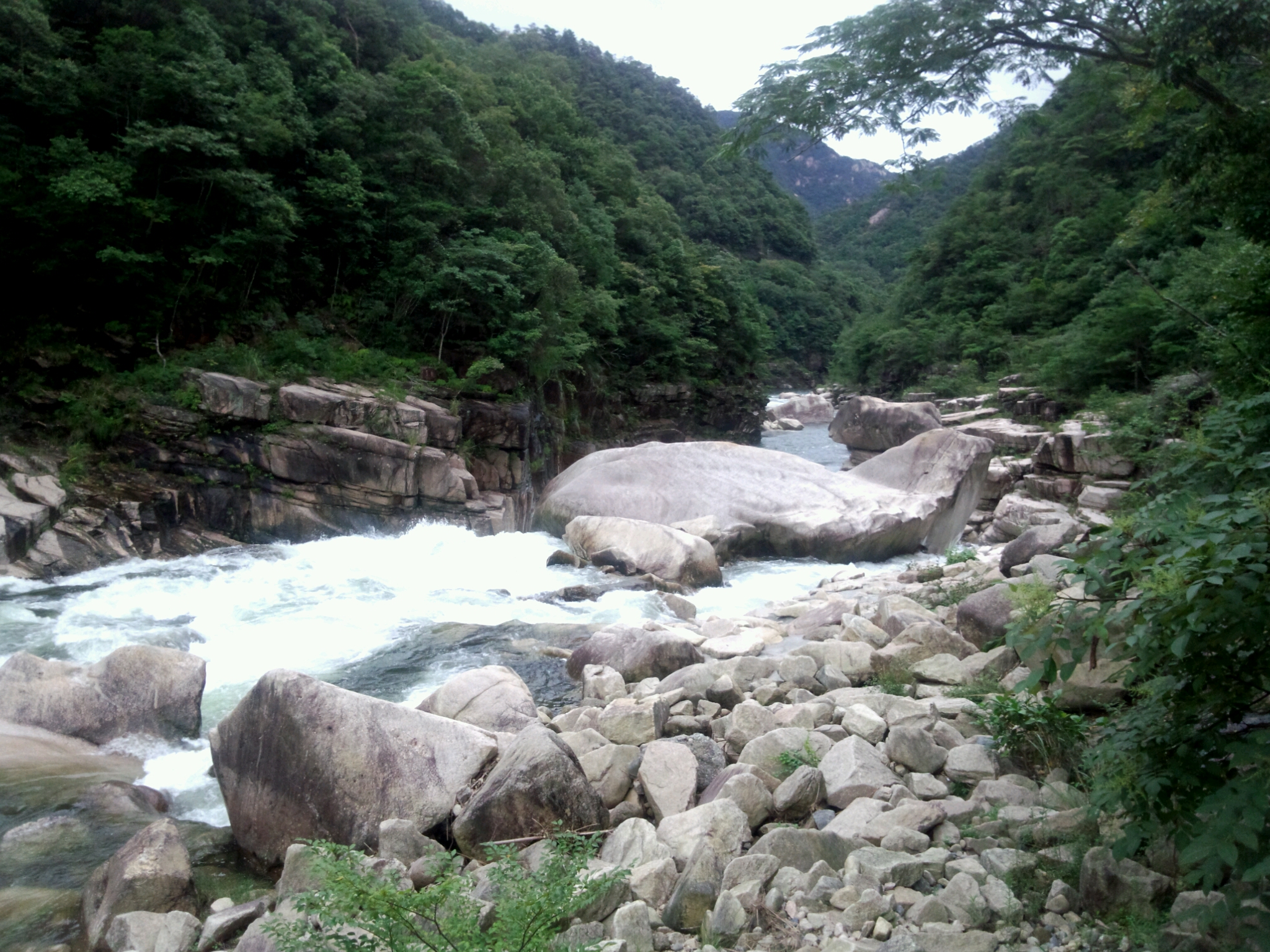
弥栄峡
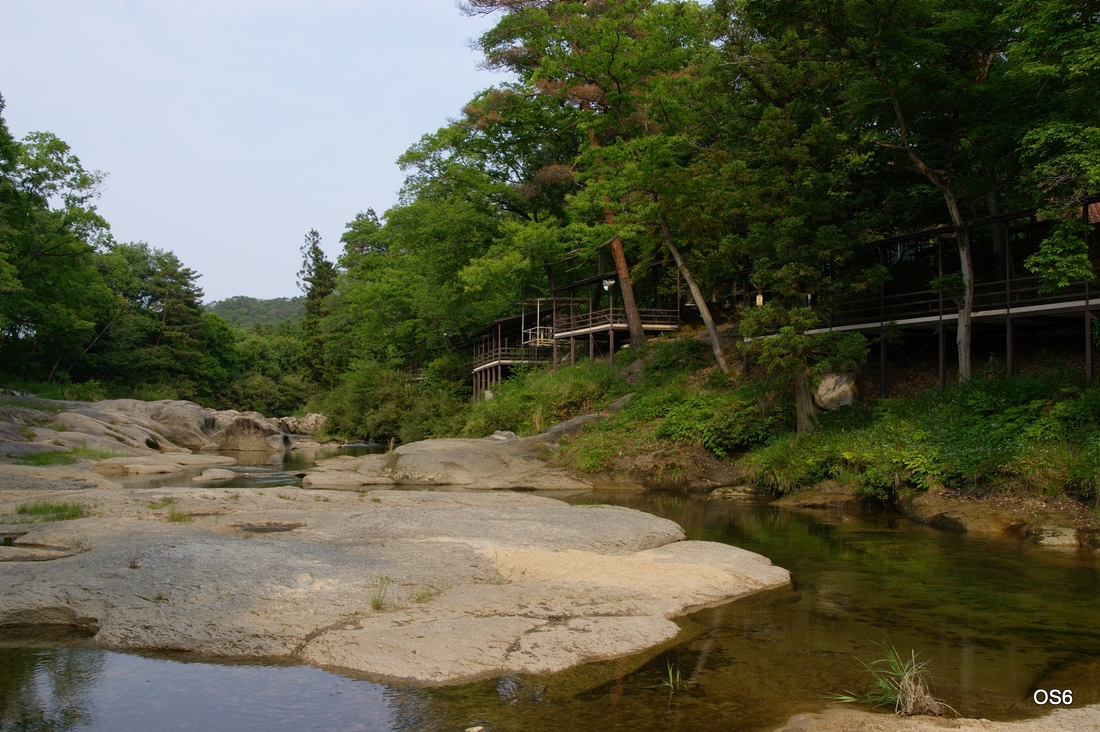
蛇喰磐
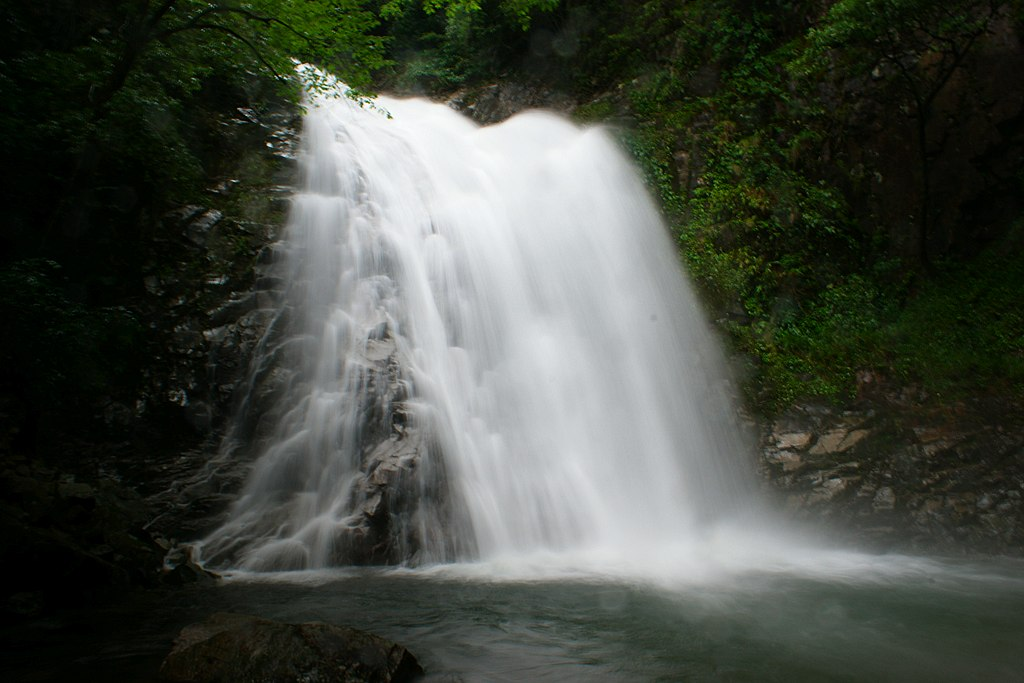
万古渓ふぶきの滝

「小瀬川木野水辺の楽校」。旧西国街道渡し場付近にあたる。流し雛の会場でもある。ここの情景と松陰の句を元に、大竹市出身の石本美由起が『矢切の渡し』を作詞した。

小瀬川流域の渓谷は、交通の便が良いため春から秋にかけての行楽シーズンでは賑わう。流域に公園・親水施設が整備されており、それを利用するものも増えている。大竹市側では雛流しの習慣がある。
2014年（平成26年）度の国交省直轄区間での河川空間利用実態調査によると、利用形態は「散策等」が、利用場所別では「堤防」が多い。水面・水際での水遊びは減少している。
以下、2019年（令和元年）度新しい水質指標(河川)による年間の総合評価を示す。
| 本流   | 一次支流 | 二次支流 | 地点名 | 新水質指標                | 新水質指標   | 新水質指標        |
| 本流   | 一次支流 | 二次支流 | 地点名 | 人と河川の 豊かなふれあい | 豊かな生態系 | 利用しやすい 水質 |
| ------ | -------- | -------- | ------ | ------------------------- | ------------ | ----------------- |
| 小瀬川 |          |          | 乙瀬橋 | B                         | A            | -                 |
| 小瀬川 |          |          | 両国橋 | -                         | -            | A                 |

## 沿革

### 流域産業
流域の主要産業は近代までは農業であり、小瀬川の川水は重要な資源となった。
また小瀬川流域は山地が多く耕地が狭小であること、流量が豊富で緩やかに流れること、中流の山代（山口県岩国市美和町）がコウゾ・ミツマタの産地であったことから、和紙生産が盛んになった。その始まりは中世末期から近世初期のことで、広島藩・長州藩（岩国藩）は奨励するとともに専売制して管理し、「小方紙」の名で大阪に出荷していた。廃藩置県後、専売制がなくなったことで生産者は一気に増え、最盛期（1921年＜大正10年＞前後）は大竹側で1000軒を超えていた。問屋制家内工業での生産が進んだ後、有志により株式会社が創設されマニュファクチュアが進み、これが現代に入り下流での紙・パルプ製造会社へと続いている。逆に不況と機械化・安価な外国産原料の導入により、手漉き和紙は衰退した。
また近世の干拓・近代以降の埋立によって造成された下流の平野部には、近代に山口県側に旧陸軍の石油精製とその研究施設が、広島県側には海兵団・海軍潜水学校など旧海軍施設が設けられ、川水がそれらを支えた。小瀬川流域での現代的な上水道施設も、最初は旧海軍用（大竹海兵団水道）として整備されたものである。戦後、それらは民間転用、そして各自治体による積極的な工場誘致によって、日本初の総合石油コンビナートである岩国・大竹地区石油コンビナートが形成された。

### 国分け
小瀬川が国境となったのは天平6年（734年）のことである。
1939年（昭和14年）に書かれた『厳国沿革志』によると、近世以前の小瀬川は現在の大竹市の北山麓に沿って流れ、河口は現在よりも北側にあり、現在の河口である大竹と和木は一続きであったという。そこは大滝村（あるいは大竹村）と呼ばれる一つの村であった。その後、繰り返す洪水によって現在の川筋が移行し現在の河口部が形成され、大滝村は川によって安芸国大竹村と周防国和気村に分けられたという。こうしたことから大竹・和木ともに密な関係にあり、近世まで小瀬川が国境として意識されていなかったという。安土桃山時代、双方ともに毛利氏の支配下にあった。
関ヶ原の戦いで敗れた毛利氏は防長二州に減封され、毛利氏が治めていた安芸には福島氏次いで浅野氏が封ぜられ、周防と安芸は明確に分けられた。ここから小瀬川が「国分けの川」となり、両国の利害を巡って度々紛争が起こった。最も頻繁かつ大きく争われたのが境界確定紛争であり、その原因は
1. 河口部は小瀬川流域の中で最も耕地が多く、広大な干潟や磯があった[13]。
2. 大竹・和木の両村はそれまで密接な関係にあったため、土地の多くは両村の共有関係にあった[13]。
3. 小瀬川河口部の三角州は当時いくつかの川筋があり、洪水のたびに地形を変えていた[13]。

境界確定紛争は、安芸側の資料によると江戸期に21回、『図説 岩国・柳井の歴史』によると記録に残るだけで30回以上行われたとされる。明暦元年（1655年）と宝暦2年（1752年）に起きた与三野地騒動を始め、川除論、流木論、貝取論など、紛争の原因は多岐に渡った。紛争は時に乱闘も伴い、宝暦2年（1752年）の与三野地騒動では和木村に死者が出るほどであった 。これらの紛争中、両藩は政治的配慮から小瀬川本流から農業用水を取水せず、支流からの取水に留まった。
享和元年（1801年）、安芸・長州両藩によって和解が成立し、享和2年（1802年）境界水路（現在の川筋）を掘削する工事が行われ、水路の中央が境界となった。これ以降、小瀬川本流からの農業用水取水が行われるようになった。またここから両藩による干拓工事が進み、河口が沖側へ移っていった。これで河口部の堤防法線が現状のように固まった。
幕末、第二次長州征伐時、この地での戦闘は芸州口の戦いの発端となった。
近代に入り、両岸は広島県・山口県それぞれが管理した。現代に入り枕崎台風・キジア台風・ルース台風によって甚大な被害が発生していた。また河口にコンビナートが整備され多くの工場が誘致された。ただ小瀬川の川水を必要とする企業の水利希望量が小瀬川の渇水流量を大幅に上回ることになり、分配量を巡って工場を誘致した広島・山口両県の意見が対立した。そこで建設大臣裁定に持ち込まれ、昭和33年（1958年）両県の使用水量分配が決定された。また両県から建設省に工事を委任という形で、治水・利水目的の多目的ダム「小瀬川ダム」が昭和39年（1964年）に竣工した。このダムは両県が管理しており、複数の都府県が共同で管理する日本唯一のダムである。昭和43年（1968年）一級河川の指定を受け河口から10.7kmは国（建設省）の直轄管理となった。
河口の山口県和木町は岩国市と市町村合併の話があった。それを受け入れなかったのは、和木が安定した法人税収が入る工場町であるためであり、また広域生活圏としては岩国市に包括されるが買物や交通など日常生活圏は小瀬川の対岸にあたる大竹市と密接な関係にあるためとされる。

## 開発

### 洪水と治水
最古の洪水記録としては文明14年（1482年）6月に大洪水があったと『日本文化史年表』にある。『厳国沿革志』によると、中世までの小瀬川は現在の大竹市の北山麓に沿って流れ、河口は現在よりも北側にあり、現在の河口である大竹と和木は一続きであったという。その後、繰り返す洪水によって現在の川筋が移行し現在の河口部が形成されたという。
左岸大竹市木野には西国街道の渡し場付近で広島藩初代藩主福島正則により護岸整備（福島堤防）されたとする伝説が残っている。『大竹市史』に「元和十年（1624年）軍夫ニテ調、寛永・享保八年（1723年）繕ひ有り」とあり、大竹市木野一丁目に石組みで築かれた堤防が残っている。
藩政時代、河口で長州藩（岩国藩）・広島藩別々に干拓工事を進め、そこで（治水ではなく土地造成のために）堤防が築かれた。この堤防は特に17世紀に暴風雨で決壊した記録が残る。これは当時土木技術が稚拙であったため、決壊し復旧しようとするものの日数がかかったため出来上がらないまま風雨により決壊する、ということが繰り返されたためと考えられている。
廃藩置県後、両国は山口県・広島県となり、両県が川の両岸をほほ二分して別々に近代的な治水事業を行った。ただし（旧）河川法制定前であり県の予算が少なかったため部分的にしか行われておらず、民間個人による護岸整備が多く行われていた。洪水災害はそれ以前と比べて抑止できたものの、大型台風には無意味であった。明治元年（1868年）から昭和20年（1945年）までに発生した風水害は大きなものだけでも20回を超え、対策はその復旧工事にのみ割かれ、抜本的な解決には至らなかった。また流域の山林が乱伐なまま荒廃していたため、災害が発生しやすい環境にあった。
昭和20年（1945年）枕崎台風によって甚大な被害を受けたものの太平洋戦争後の混乱期のため復旧は進まず、そこへ昭和26年（1951年）ルース台風によりまた甚大な被害を受けた。これを受けて山口・広島両県による本格的な改修工事が始まった。また両県は小瀬川ダム工事を建設省に委託し、昭和39年（1964年）6月に竣工した。小瀬川ダムは現在でも両県による共同管理となっている。
昭和39年に現行の河川法制定、昭和43年（1968年）一級河川の指定を受け河口から10.7kmは国（建設省）の直轄管理となった。昭和44年（1969年）建設省により小瀬川水系工事実施基本計画が策定され、それを元に弥栄ダム整備が進められた。
平成17年（2005年）平成17年台風第14号において、流域の羅漢山雨量観測所で観測史上最大の日雨量を記録し、上流域においては大きな被害が発生した。ただ弥栄ダム下流においては洪水調整が機能し被害はほとんどなかった。

### 利水
| 項目       | 区分 | 件数 | 最大取水量 (m3/s) | 備考                                                    |
| ---------- | ---- | ---- | ----------------- | ------------------------------------------------------- |
| 農業用水   | 法   | 11   | 0.728             | - 灌漑用水 約500 ha - 広島県 約430 ha - 山口県 約070 ha |
| 農業用水   | 慣   | 86   | -                 | - 灌漑用水 約500 ha - 広島県 約430 ha - 山口県 約070 ha |
| 工業用水   | 法   | 9    | 5.923             | -                                                       |
| 上水道用水 | 法   | 4    | 1.245             | -                                                       |
| 発電用水   | 法   | 7    | 最大 30.550       | -                                                       |

近代までの主な水利用は、農業用水・紙漉き用であった。ただ近世においては広島・長州両藩の境界確定紛争のため、本流からの本格的な取水はなかった。和解後から取水が始まり、天保年間に下流で農業用水を取水するために中市堰が整備された。これは改築しながら現在も用いられている。
近代から現代にかけて急速に工業化が進んだことで工業用水、そしてそれに伴い人口増加したことで上水道用水などの都市用水の利用が増大した。かつては約5年に1度（渇水）取水制限を実施していたが、弥栄ダム完成後は平成6年（1994年）以外は実施されていない。
現在最も取水量が多いのが発電用で、流域内6発電所・流域外1発電所により最大3万kwを電力供給している。工業用水としては大竹・和木の臨海工業地帯に供給されている。水道用水は、広域水道として、広島県側が大竹市・廿日市市・佐伯区、山口県側が岩国市由宇町・柳井市・周防大島町・上関町・田布施町・平生町に供給されている。

### 施設

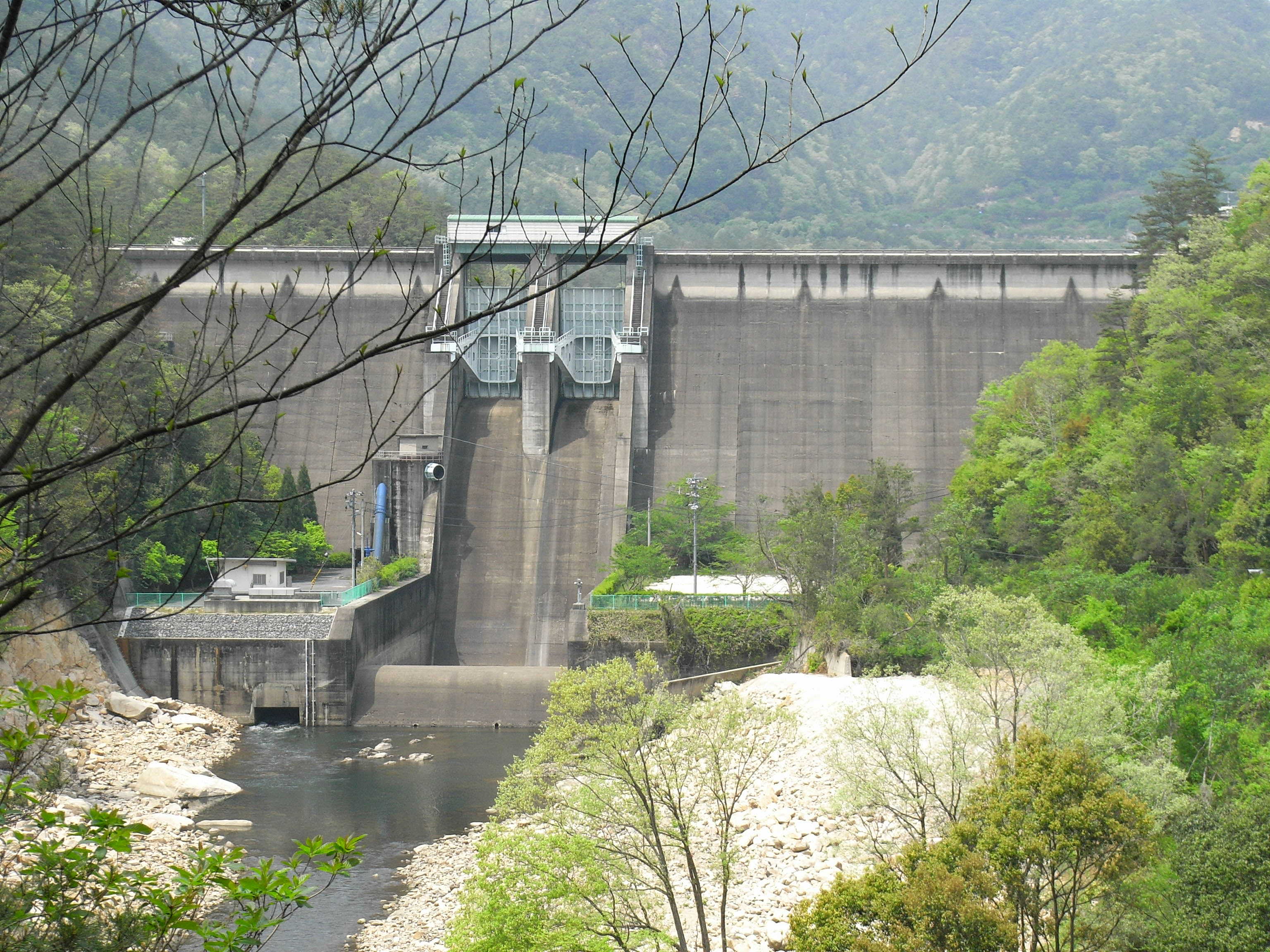
小瀬川
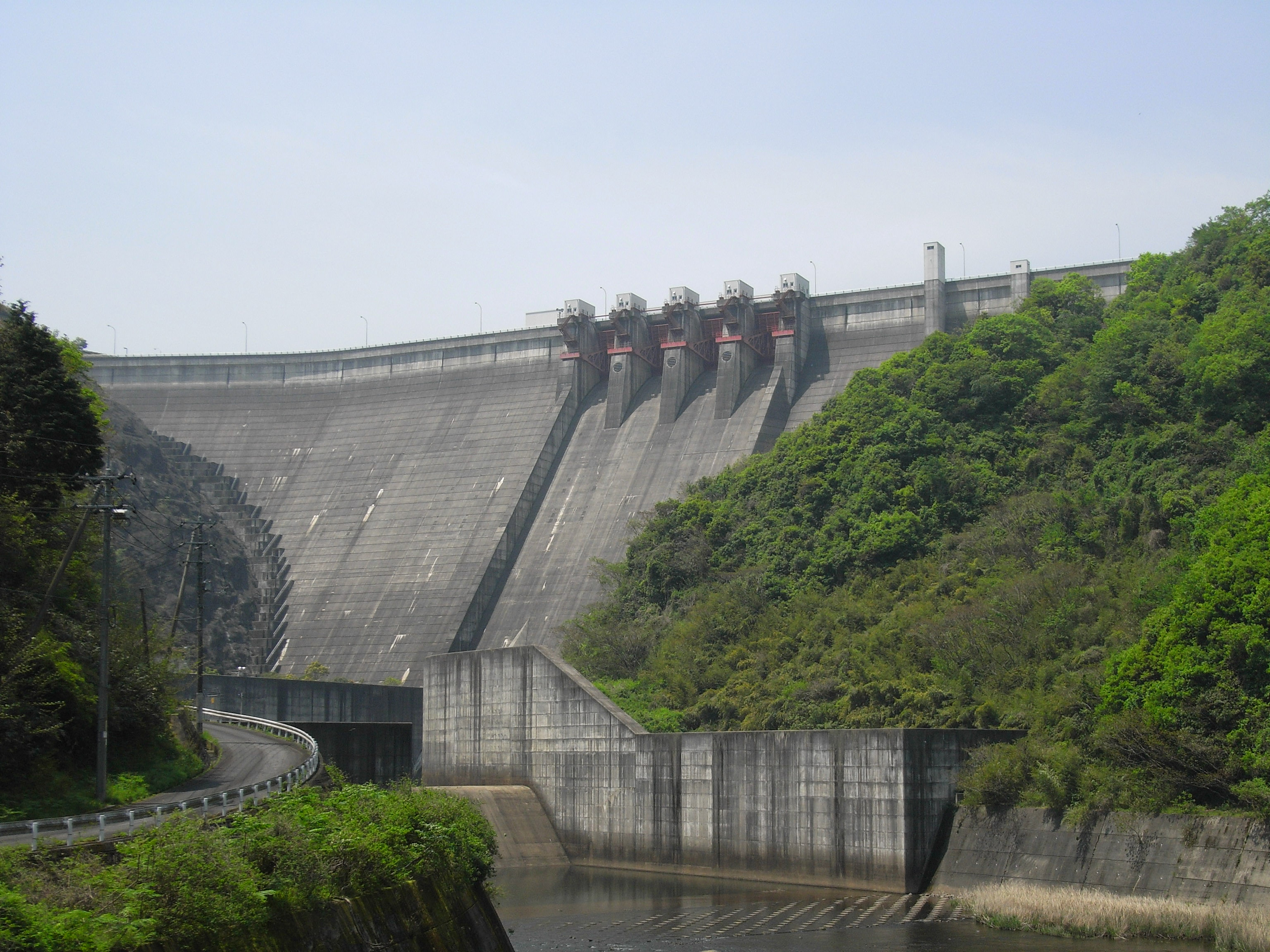
弥栄

| 本流   | 一次支流 | 二次支流 | 三次支流 | 河川施設   | 型式   | 高さ | 総貯水容量 | 事業者         | 完成年 | 備考       |
| ------ | -------- | -------- | -------- | ---------- | ------ | ---- | ---------- | -------------- | ------ | ---------- |
| 小瀬川 |          |          |          | 飯ノ山ダム | アース | 18.5 | 1,790      | 中国電力       | 1932   |            |
| 小瀬川 |          |          |          | 小瀬川ダム | 重力   | 49   | 11,400     | 広島県/山口県  | 1964   |            |
| 小瀬川 |          |          |          | 弥栄ダム   | 重力   | 120  | 112,000    | 中国地方整備局 | 1990   | ダム湖百選 |
| 小瀬川 |          |          |          | 中市堰     | 堰     | -    | -          |                | 1995   |            |
| 小瀬川 | 玖島川   |          |          | 渡之瀬ダム | 重力   | 34.5 | 10,424     | 中国電力       | 1956   |            |

- 小瀬川
- 弥栄

| 河川   | 発電所 | 認可出力 | 常時出力 | 発電形式   | 発電方式 | 取水元     | 事業者       | 運転開始年 | 備考 |
| ------ | ------ | -------- | -------- | ---------- | -------- | ---------- | ------------ | ---------- | ---- |
| 小瀬川 | 栗栖川 | 2,500    | 670      | 水路式     | 調整池式 | 飯ノ山ダム | 中国電力     | 1940       |      |
| 小瀬川 | 玖波   | 20,700   | 5,500    | ダム水路式 | 調整池式 | 渡之瀬ダム | 中国電力     | 1956       |      |
| 小瀬川 | 弥栄   | 7,000    | 0        | ダム水路式 | 調整池式 | 弥栄ダム   | 中国電力     | 1989       |      |
| 小瀬川 | 小瀬川 | 630      | 84       | ダム式     | 貯水池式 | 小瀬川ダム | 山口県企業局 | 1989       |      |
| 小瀬川 | 四和   | 180      | -        |            |          |            | JA           | 1961       |      |
| 大曲川 | 所山   | 205      | 77       |            |          |            | JA           |            |      |

## 交通
かつては河口から牧尾の浜（現弥栄ダム地点）まで河川舟運が発達し、木材・薪・木炭、そして紙などの産物を沿岸側に運んでいた。大正期に笹ヶ谷（現弥栄ダム湖内）まで河床掘削し、中流まで舟運が到達していた。そこへ道路網の発達と陸上輸送への移行により舟運は消えた。
下流には西国街道があったが、渡河には船が用いられた（芸防の渡し場跡）。
1880年（明治13年）に国道に指定されると、より沿岸側に通ることになった。西国街道時代の渡し船は、1921年（大正10年）に両国橋が架橋したことにより閉鎖されたと考えられている。
また江戸末期の第2次長州征討の時期に下流の大和橋付近に土橋があった。
現代において、国道2号・山陽自動車道・山陽本線・山陽新幹線と主要交通網が下流部に集中している。

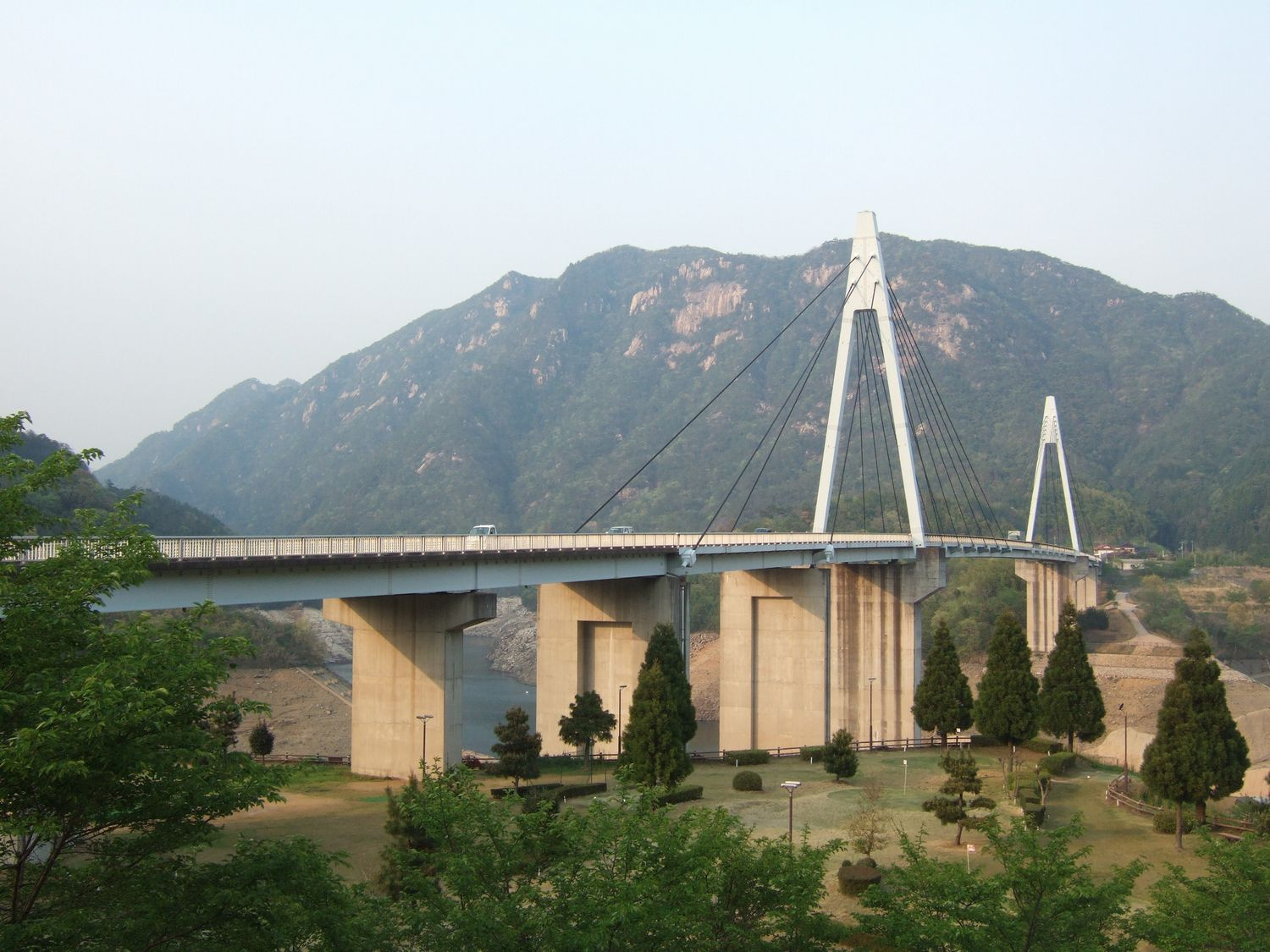
弥栄大橋

| 橋梁        | 供用道路            | 供用年 | 左岸所在地         | 右岸所在地               | 備考 |
| ----------- | ------------------- | ------ | ------------------ | ------------------------ | ---- |
| 飯の山橋    | 国道186号           | 1989   | 広島県廿日市市飯山 | 同左                     |      |
| 郷之崎橋    | 国道186号           | 1989   | 広島県廿日市市飯山 | 同左                     |      |
| 三滝橋      | 国道186号           | 1985   | 広島県廿日市市飯山 | 同左                     |      |
| 飯の山2号橋 | 国道186号           | 1983   | 広島県廿日市市飯山 | 同左                     |      |
| 飯の山1号橋 | 国道186号           | 1983   | 広島県廿日市市飯山 | 同左                     |      |
| 出合橋      | 広島・山口県道119号 | 1953   | 広島県廿日市市栗栖 | 同左                     |      |
| 大滝橋      | 国道186号           | 1980   | 広島県廿日市市栗栖 | 同左                     |      |
| 中山橋      | 国道186号           | 1979   | 広島県廿日市市栗栖 | 同左                     |      |
| 悪谷上橋    | 国道186号           | 1974   | 広島県廿日市市栗栖 | 同左                     |      |
| 悪谷下橋    | 国道186号           | 1978   | 広島県廿日市市栗栖 | 同左                     |      |
| 栗栖大橋    | 国道186号           | 1984   | 広島県廿日市市栗栖 | 同左                     |      |
| 栗栖橋      | 広島県道30号        | 1982   | 広島県廿日市市栗栖 | 同左                     |      |
| 掛橋        | 広島県道293号       | 1990   | 広島県廿日市市津田 | 廿日市市浅原             |      |
| 新市井原橋  | 国道186号           | 2000   | 広島県廿日市市浅原 | 同左                     |      |
| 弥栄大橋    | 広島・山口県道116号 | 1983   | 広島県大竹市後飯谷 | 山口県岩国市美和町百合谷 |      |
|             | 山陽新幹線          |        | 広島県大竹市比作   | 山口県岩国市小瀬         |      |
| 乙瀬橋      | 山口・広島県道117号 | 1955   | 広島県大竹市穂仁原 | 山口県岩国市小瀬乙瀬     |      |
|             | 山陽自動車道        |        | 広島県大竹市木野   | 山口県岩国市小瀬         |      |
| 両国橋      | 山口・広島県道1号   | 2015   | 広島県大竹市木野   | 山口県岩国市小瀬         |      |
| 小瀬川橋梁  | 山陽本線            |        | 広島県大竹市新町   | 山口県玖珂郡和木町和木   |      |
| 栄橋        | 国道2号             | 2017   | 広島県大竹市南栄   | 山口県玖珂郡和木町和木   |      |

- 弥栄大橋

## 参考資料
- “小瀬川水系河川整備計画” (PDF).   国土交通省. 2021年7月4日閲覧。
- “小瀬川系流域及び河川の概要” (PDF).   国土交通省. 2021年7月4日閲覧。
- 平凡社、『日本歴史地名大系 35 広島県の地名』、1982年。
- 角川書店、「角川日本地名大辞典」編纂委員会・竹内理三：編、『角川日本地名大辞典 34 広島県』、1987年。ISBN 4040013409
- 中国新聞社：編・刊、『広島県大百科事典』、1982年。